# Castello di Penllyn

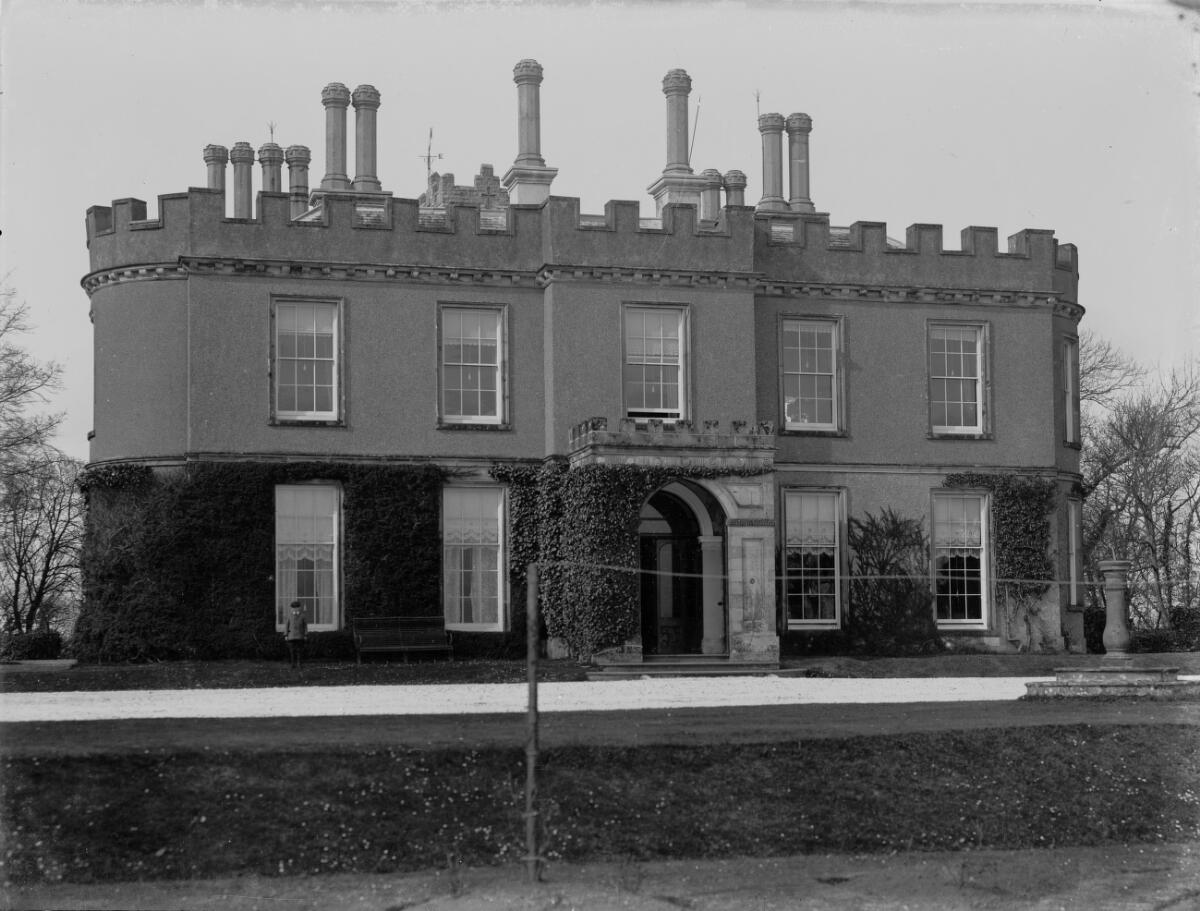
Foto in bianco e nero del castello.

Il Castello di Penllyn è un castello di architettura normanna, situato a Cowbridge, a 4 miglia (6,4 km) a sud-est di Bridgend, nel Galles meridionale.
Costruito da Robert Fitzhamon nel 1135, lo sceriffo conte di Gloucester, condivide una torre oblunga come il contemporaneo castello di Ogmore. La posizione alta è stata scelta in quanto offre una visione chiara sia delle valli del fiume Thaw che Ewenny. 
Secondo quanto riferito da Owain Glyndŵr, oggi le due mura principali sopravvissute del castello originale si trovano sul bordo di una bassa scogliera sopra il fiume Thaw. Comprendono in prossimità della base sei corsi di muratura a "spina di pesce", caratteristica della prima costruzione normanna. Queste si aggiungono alla teoria accademica secondo cui il castello fu una delle prime strutture normanne costruite durante l'occupazione di Glamorgan da parte di Fitzhamon.
In epoca Tudor, la famiglia Turbeville costruì una casa padronale nel terreno residuo, per il quale l'antico mastio del castello forma un angolo. Negli anni 1790, una nuova casa padronale fu costruita dalla signorina Gwinnett tra il 1780 e il 1790, e la vecchia casa che ora giace abbandonata è stata trasformata in un blocco di scuderie.
Nel 1846, dopo il suo ritorno da Boulogne, in Francia, dove suo padre, il maestro del ferro Jeremiah Homfray, viveva per sfuggire ai suoi creditori dopo il suo fallimento, il castello fu acquistato da John Homfray. Utilizzando uno stile "Tudorbethan" per abbinare i lavori precedenti intrapresi dalla famiglia Turbeville, ricostruì la tenuta tra il 1846 e il 1860. Ciò includeva la costruzione di una nuova loggia d'ingresso, che oggi è di per sé un edificio di interesse storico culturale di I grado. Homfray demolì la maggior parte della casa padronale della signorina Gwinnett e la ricostruì in uno stile architettonico vittoriano contemporaneo con pareti in stucco, che oggi è elencata solo di grado II.
Il castello fu venduto alla famiglia Cory nel 1961 per pagare le spese mortuarie. Il castello non è accessibile al pubblico.
Nel 2005, la scuderia del castello semi-abbandonata e la casa padronale sono state entrambe utilizzate come location delle riprese principali di Tooth and Claw, il secondo episodio della seconda serie della risorta serie televisiva della BBC One Doctor Who. Il castello era ambientato come un castello scozzese di epoca vittoriana, dimora di alcuni monaci che ospitavano la regina Vittoria.
Il castello è stato venduto nell'ottobre 2018 a Terence e Judith Edgell con l'obiettivo di riportarlo al suo antico splendore e utilizzarlo come casa di famiglia.